# Vinogradni (Anapa, Krasnodar)
Vinogradni (del ruso: Виноградный) es un posiólok del ókrug urbano de la ciudad-balneario de Anapa del krai de Krasnodar, en el sur de Rusia. Está situado a orillas del limán Vitiázevski, al norte de la desembocadura del río Gostagaika en el mar Negro, 16 km al norte de la ciudad de Anapa y 130 km al oeste de Krasnodar. Tenía 3 303 habitantes en 2010.
Es cabeza del municipio rural Vinográdnoye, al que pertenecen asimismo Suvórov-Cherkeski y una parte de Utash.

## Nacionalidades
De los 3 209 habitantes que tenía en 2002, el 89.1 % era de etnia rusa, el 4.5 % era de etnia ucraniana, el 1.6 % era de etnia bielorrusa, el 0.9 % era de etnia armenia, el 0.9 % era de etnia alemana, el 0.4 % era de etnia tártara, el 0.3 % era de etnia griega, el 0.2 % era de etnia gitana, el 0.1 % era de etnia azerí y el 0.1 % era de etnia georgiana.

## Transporte
Por la localidad pasa la carretera federal M25 que, pasando por Anapa, une Novorosíisk y el estrecho de Kerch y la frontera ucraniana en Crimea. También cuenta con una estación (Gostagáyevskaya) en la línea de ferrocarril que une Anapa al mencionado estrecho.
El aeropuerto de Anapa (Vítiazevo) se halla unos 4 km al este de la población.